# Lecania flavida
Lecania flavida là một loài ruồi trong họ Asilidae. Lecania flavida được Wiedemann miêu tả năm 1828.